# Ingeborg Maus
Ingeborg Maus (* 12. Oktober 1937 in Wiesbaden; † 14. Dezember 2024 in Frankfurt am Main) war eine deutsche Politikwissenschaftlerin. Sie war von 1992 bis 2003 Professorin für Politische Theorie und Ideengeschichte an der Johann Wolfgang Goethe-Universität Frankfurt am Main.

## Leben
Ingeborg Maus wurde als Tochter des Bahnbeamten Heinrich Maus und seiner Ehefrau Emma, geb. Leibl, geboren. 1954 trat Maus in die Untersekunda des Elly-Heuss-Realgymnasiums in Wiesbaden ein, wo sie 1958 das Abitur erwarb.
Von 1958 bis 1964 studierte Maus Politikwissenschaft, Germanistik und Philosophie an der Universität Frankfurt am Main und an der Freien Universität Berlin mit den Schwerpunkten Politische Ideengeschichte, Verfassungstheorie und Verfassungsgeschichte. Im Philosophiestudium, das sie bis zur Prüfung im Rigorosum weiterführte, beschäftigte sie sich mit Kant und Hegel. 1964 legte sie in Frankfurt das Staatsexamen für das höhere Lehramt in den Fächern Politikwissenschaft und Germanistik ab.
Maus’ Dissertation am Lehrstuhl des Instituts für Politikwissenschaft der Universität Frankfurt am Main wurde zunächst von Carlo Schmid, später von Christian Graf von Krockow betreut. 1971 schloss sie ihre Promotion mit den Bewertungen valde laudabile (schriftlich) und summa cum laude (mündlich) ab.
Von 1963 bis 1966 arbeitete Maus als wissenschaftliche Hilfskraft am Institut für Politikwissenschaft der Universität Frankfurt am Main. Anschließend war sie dort bis 1970 mit der Verwaltung einer wissenschaftlichen Assistentenstelle beauftragt. Von 1971 bis 1977 war Maus als wissenschaftliche Mitarbeiterin und Lehrbeauftragte am Fachbereich Gesellschaftswissenschaften beschäftigt. 1977 wurde sie zur Dozentin, 1980 zur Professorin im Beamtenverhältnis auf Zeit ernannt.
1980 habilitierte sie sich für das Gebiet „Politikwissenschaft mit dem Schwerpunkt Verfassungstheorie und Rechtssoziologie“. Als schriftliche Habilitationsleistungen wurden bereits veröffentlichte Arbeiten angenommen; Gutachter waren die Professoren Erhard Denninger, Iring Fetscher und Kurt L. Shell.
Von 1987 bis 1991 arbeitete Maus in der von Jürgen Habermas geleiteten Arbeitsgruppe Rechtstheorie.
Ingeborg Maus lebte seit April 2003 im Ruhestand, war aber weiterhin u. a. als Mitherausgeberin der politisch-wissenschaftlichen Monatszeitschrift Blätter für deutsche und internationale Politik tätig. Sie starb am 14. Dezember 2024 im Alter von 87 Jahren in Frankfurt am Main.

## Wirken
Maus gilt als Vertreterin einer prozeduralistischen Demokratietheorie: Angesichts der inhaltlichen Unbestimmtheit von Freiheit und Gleichheit könne deren Konkretisierung erst im demokratischen Gesetzgebungsprozess durch alle versammelten Menschenrechtssubjekte erreicht werden. Zwischen Menschenrechten und Volkssouveränität bestehe ein gegenseitiges Abhängigkeitsverhältnis: Unantastbar werden die Freiheitsrechte erst dadurch, dass nicht die Mächtigen, sondern die Machtlosen über die Art ihres Freiheitsgebrauchs befinden.
Maus kritisiert eine zunehmende Entformalisierung des positiven Rechts, wie sie in der juristischen Konzeption Carl Schmitts unter anderem durch eine Unterscheidung zwischen Verfassung und Verfassungsgesetz ermöglicht worden sei.
Aus dem Werk Immanuel Kants entwickelte Maus eine ambitionierte Auffassung von Volkssouveränität, aus der sie juridische Invokationen eines positivrechtlichen Widerstandsrechts als refeudalisierende Verfallsform kritisierte. Die von Kant in Zum ewigen Frieden mobilisierten Argumente gegen einen Weltstaat überführt Maus in eine Konzeption der Autonomie demokratischer Lernprozesse, gegen die militärische Interventionen, auch wenn sie sich aus moralisch-humanitären Gründen legitimieren, regelmäßig verstießen.
Auf den neuesten Stand hatte Maus ihre Demokratietheorie in Über Volkssouveränität. Elemente einer Demokratietheorie (2011) gebracht. Ihr vorletztes Buch Menschenrechte, Demokratie und Frieden widmete sie 2015 der Kritik des Demokratieexports auf ethischer Grundlage. Im Januar 2018 erschienen ihre gesammelten Justizkritiken unter dem Titel Justiz als gesellschaftliches Über-Ich (alle Suhrkamp, Berlin).

## Schriften (Auswahl)
- Die Lehre vom pouvoir constituant. Eine politologische Untersuchung zur bürgerlichen Rechts- und Verfassungstheorie im organisierten Kapitalismus unter besonderer Berücksichtigung der Theorie Carl Schmitts, Dissertation, Frankfurt am Main, 1971.
- Bürgerliche Rechtstheorie und Faschismus. Zur sozialen Funktion und aktuellen Wirkung der Theorie Carl Schmitts. 2. Auflage. Fink, München 1980, ISBN 3-7705-1344-4 (veränderte und erweiterte Fassung der Dissertation von 1971) (urn:nbn:de:bvb:12-bsb00040752-7 via urn-revolver der DNB).
- Rechtstheorie und politische Theorie im Industriekapitalismus. Fink, München 1986, ISBN 3-7705-2388-1 (urn:nbn:de:bvb:12-bsb00040886-9 via urn-revolver der DNB).
- Zur Aufklärung der Demokratietheorie. Rechts- und demokratietheoretische Überlegungen im Anschluß an Kant. Suhrkamp, Frankfurt am Main 1992, ISBN 3-518-58130-9.
- Naturrecht, Menschenrecht und politische Gerechtigkeit. (PDF; 38 kB), in: Dialektik. Enzyklopädische Zeitschrift für Philosophie und Wissenschaften, 1994/1, S. 9–18.
- Über Volkssouveränität. Elemente einer Demokratietheorie. Suhrkamp, Berlin 2011, ISBN 978-3-518-29607-3 (Rezension in der Annotierten Bibliografie der Politikwissenschaft (Seite nicht mehr abrufbar, festgestellt im Dezember 2024. Suche in Webarchiven)).
- Menschenrechte, Demokratie und Frieden. Perspektiven globaler Organisation. Suhrkamp, Berlin 2015, ISBN 978-3-518-29713-1 (Rezension in der Annotierten Bibliografie der Politikwissenschaft (Seite nicht mehr abrufbar, festgestellt im Dezember 2024. Suche in Webarchiven)).
- Justiz als gesellschaftliches Über-Ich. Zur Position der Rechtsprechung in der Demokratie. Suhrkamp, Berlin 2018.